# العلاقات الدنماركية الفلسطينية
تشير العلاقات الدنماركية الفلسطينية إلى العلاقات الحالية والتاريخية بين الدنمارك و‌دولة فلسطين. لدى الدنمارك مكتب تمثيلي في رام الله. ولدولة فلسطين وفد عام في كوبنهاغن.

## الاعتراف بدولة فلسطين
في 29 نوفمبر 1947، صوتت النمارك لصالح خطة الأمم المتحدة لتقسيم فلسطين، داعمة تقسيم فلسطين إلى دولتين. في ديسمبر 2010، طلبت السلطة الوطنية الفلسطينية من الدنمارك الاعتراف بالدولة على حدود عام 1967. وفي يناير 2011، قالت الدنمارك مع النرويج أنها ستعترف قريبًا بدولة فلسطين، وفي 9 مارس، زار محمود عباس الدنمارك للمرة الأولى، لمناقشة العلاقات الثنائية بين الدنمارك وفلسطين. وخلال الزيارة، ذكرت وزيرة الخارجية الدنماركية لينه إسبرسن أن الدنمارك لا تفكر في الاعتراف بدولة فلسطين. وفي 29 مايو، كشف الاشتراكيون الديمقراطيون أنهم إذا فازوا بالانتخابات البرلمانية المقبلة، فإنهم سيعترفون بدولة فلسطين. وفي أغسطس، لم يعرف بعد ما إذا كانت الدنمارك ستصوت بلا أو نعم لدولة فلسطينية مستقلة في الأمم المتحدة.
في 15 سبتمبر 2011، فاز الاشتراكيون الديمقراطيون بالانتخابات الدنماركية لعام 2011، وأعربوا عن تأييدهم للعضوية الفلسطينية في الأمم المتحدة، ولكنهم انتظروا قرارًا مشتركًا في الاتحاد الأوروبي. في 22 سبتمبر 2012، تظاهر مئات الدنماركيين أمام الفولكتينغ. وقال السفير الفلسطيني لدي الدنمارك «أن هذا الاعتراف سيعزز العلاقات الدنماركية العربية وسوف يعكس دعم الشعب الدنماركي للطلب الفلسطيني لدى الأمم المتحدة». [ك‍] وفي أكتوبر 2012، امتنعت الدنمارك عن التصويت في القرار المتعلق بفلسطين في اليونسكو. تحالف الحمر-الخضر الدانمركي (Enhedslisten) مؤيد لدولة فلسطينية مستقلة.

## المساعدة الإنمائية الدنماركية
تقدم الدنمارك المساعدة إلى الأراضي الفلسطينية المحتلة بالطرق الثلاث التالية.
- تواصل الدنمارك المشاركة في عملية السلام، والترويج لخريطة الطريق للسلام من بين المبادرات الأخرى. تعكف إدارة شؤون المفاوضات في منظمة التحرير الفلسطينية على مبادرة بناء السلام التي تدعمها الدنمارك.[14]
- تؤيد الدنمارك إقامة دولة فلسطينية ذات سيادة وديمقراطية وسلمية. وتؤيد الدنمارك حاليًا المنظمات التي تجلب الشروط المسبقة لمثل هذه المثل، مثل محاربة الفساد، وزياده حقوق الإنسان، وضمان إجراء انتخابات حرة ونزيهة.[14]
- تسعى الدنمارك إلى تحسين الظروف المعيشية في فلسطين من خلال دعم تنمية القطاع الخاص. وتقوم الدنمارك حاليًا بدعم المجالس المحلية الأصغر في منطقه جنين من خلال الدمج وبناء القدرات. والزيادة في التكامل الاقتصادي بين الضفة الغربية وإسرائيل هي أيضًا هدف من أهداف الدنمارك.[14]

## الفلسطينيون في الدنمارك
في الثمانينات، وأثناء الحرب الأهلية اللبنانية، هرب 19,000 لاجئ فلسطيني إلى الدنمارك. 1,000 منهم كانوا من لوبيا.